# José Muñoz Lladró
José Muñoz Lladró (València, 4 de setembre de 1985) és un advocat i polític valencià, diputat a des de la IX legislatura i síndic-portaveu del grup socialista a les Corts Valencianes.

## Biografia
És llicenciat en dret i administració i direcció d'empreses per la Universitat de València. Especialitzat en dret mercantil i administració concursal, exerceix com a advocat adscrit a l'Il·lustre Col·legi d'Advocats de València. Va ser secretari general dels Joves Socialistes del País Valencià i membre del Comitè Nacional del PSPV-PSOE. Fou triat secretari d'organització del partit en el marc del XIII Congrés celebrat a Elx el juliol de 2017 en el qual Ximo Puig revalidà el seu lideratge.
Va ser triat diputat a les Corts Valencianes per la circumscripció de València a les eleccions de 2015, revalidant l'escó successivament a les de 2019 i 2023. El desembre de 2023 va esdevenir síndic-portaveu del grup socialista després que l'anterior, Rebeca Torró, deixara el càrrec per ser nomenada secretària d'estat al govern espanyol.